# النحال (المنيا)
قرية النحال هي إحدى القرى التابعة لمركز أبو قرقاص بمحافظة المنيا في جمهورية مصر العربية. حسب إحصاءات سنة 2006، بلغ إجمالي السكان في النحال 2676 نسمة، منهم 1416 رجلا و1260 امرأة.